# Alla vägar bär till Rom

De viktigaste vägarna i Italien under Romarriket.

Alla vägar bär till Rom alternativt Alla vägar leder till Rom är ett uttryck som kommit att bli ett bevingat ord. Det är första gången belagt hos den engelske medeltidsförfattaren Geoffrey Chaucer på 1390-talet, men uttryckets ursprungliga upprinnelse är inte klarlagd, så ej heller exakt hur det skall tolkas. Vanliga tolkningar är dock att det antingen kan syfta på påvedömets makt eller på det väl utbyggda vägnätet i Romerska riket.
Uttrycket innebär att oavsett vilket sätt man arbetar på eller vilken metod man använder blir slutresultatet detsamma.